# Новіни-Великі
Новіни-Великі (пол. Nowiny Wielkie, нім. Döllensradung) — село в Польщі, у гміні Вітниця Ґожовського повіту Любуського воєводства.
Населення — 1263 особи (2011).

## Демографія
Демографічна структура станом на 31 березня 2011 року:
|          | Загалом | Допрацездатний вік | Працездатний вік | Постпрацездатний вік |
| -------- | ------- | ------------------ | ---------------- | -------------------- |
| Чоловіки | 638     | 130                | 459              | 49                   |
| Жінки    | 625     | 123                | 376              | 126                  |
| Разом    | 1263    | 253                | 835              | 175                  |